# Моріц Естергазі
Моріц Естергазі (угор. Esterházy Móric; 27 квітня 1881, Орослань, Австро-Угорщина — 28 червня 1960, Відень, Австрія) — прем'єр-міністр Угорщини в 1917.

## Біографія
Він походив із впливової аристократичної сім'ї Естергазі. У 1899-1904 навчався в Будапешті і Оксфорді. З 1905 брав участь у політичному житті. Після початку Першої світової війни добровольцем пішов в армію, служив на фронтах в Росії і Сербії. У 1917 він був відправлений назад в резерв, а 15 червня того ж року був призначений імператором Карлом I Габсбургом (угорський король Карл IV) прем'єр-міністром Королівства Угорщини. Він був насамперед реформатором виборчої системи.
З 25 січня по 8 травня 1918 року входив до кабінету Шандора Векерле — спочатку як міністр без портфеля (за фактом — охорона здоров'я), потім як керівник міністерства у справах релігії та народної освіти. Під час Угорської радянської республіки керував землеробською школою в Чакварі, після падіння диктатури пролетаріату пішов у відставку і пішов займатися сільським господарством у своєму маєтку.
У політику повернувся у 1931 році, обраний від Християнської економічної та соціальної партії. У 1939 та 1944 роках проходив як кандидат Партії угорського життя. Підтримував спроби уряду Міклоша Каллаї укласти перемир'я з Антигітлерівською коаліцією та вивести країну з війни, за що після приходу до влади нацистської партії «Схрещені стріли» було схоплено гестапо 16 жовтня 1944 року та депортовано з країни за вказівкою уряду. У лютому 1945 року був кинутий до концентраційного табору Маутхаузен, звідки зміг повернутися до Угорщини лише у вересні того ж року. У 1951 році разом із сім'єю був висланий урядом Ракоші зі столиці; під час інтернування працював гробокопачем. У 1956 році разом із дочкою емігрував до Відня.